# Heinz Freudenthal

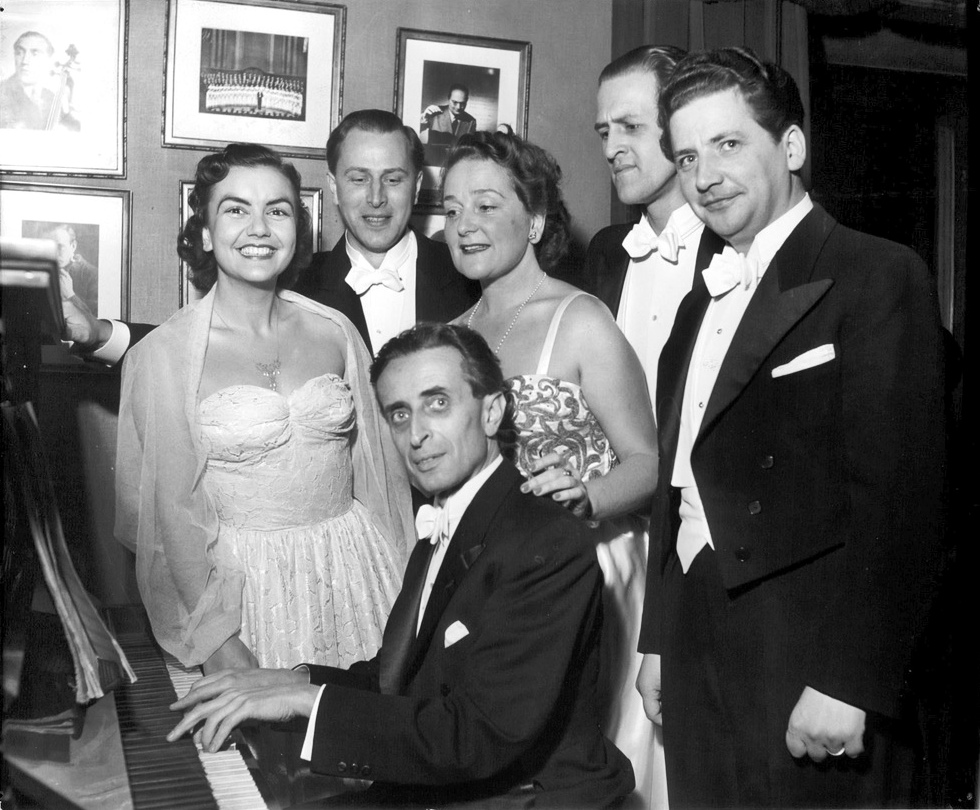
Heinz Freudenthal vid pianot omgiven av Gerdi Keil, Kim Borg, Hjördis Schymberg, Erik Sædén och Uno Ebrelius.

Heinz Freudenthal, född den 25 april 1905 i Danzig, död den 20 maj 1999 i München, var en svensk dirigent och altviolinist av tysk härkomst.

## Biografi
Freuenthal gjorde sitt första offentliga framträdande i Nürnberg 1922 och studerade i Würzburg under åren 1922–1927. Han var soloartist i Meiningens Landesorchester innan han blev verksam i Sverige från 1928, först som Konsertmästare i Göteborgs orkesterförening 1928–1936 och därefter som chefsdirigent i Norrköpings Symfoniorkester 1936–1953.
Åren 1952–1961 var han chefsdirigent för statsradions radioorkester i Israel och återkom därefter till Sverige. Han grundade Karlstads kommunala musikskola och var dess rektor åren 1961–1969.
Freudenthal fortsatte sedan till Norge och arbetade som musikdirektör i Kristiansand och senare som fristående dirigent, kammarmusiker och musikpedagog under åren 1969–1973. År 1982 flyttade han till München, men hade en avskedskonsert i Sverige som dirigent 1985.
Freudenthal ägnade sig åt gamla mästare som t. ex. Monteverdi, men också åt barockmusik och samtida svensk musik.